# Requena de Campos
Requena de Campos é um município da Espanha na província de Palência, comunidade autónoma de Castela e Leão, de área 13,18 km² com população de 34 habitantes (2007) e densidade populacional de 3,05 hab/km².

## Demografia
| Variação demográfica do município entre 1991 e 2004 | Variação demográfica do município entre 1991 e 2004 | Variação demográfica do município entre 1991 e 2004 | Variação demográfica do município entre 1991 e 2004 |
| --------------------------------------------------- | --------------------------------------------------- | --------------------------------------------------- | --------------------------------------------------- |
| 1991                                                | 1996                                                | 2001                                                | 2004                                                |
| 59                                                  | 56                                                  | 44                                                  | 41                                                  |